# Shaunda Ikegwuonu
Shaunda Ikegwuonu est une joueuse de hockey sur gazon belge. Elle évolue au poste d'attaquante au Braxgata et avec l'équipe nationale belge.

## Biographie
Shaunda est née le 11 mars 1998 en Belgique.

## Carrière
Elle a été appelée en équipe première en 2019 pour concourir à la Ligue professionnelle 2020-2021.

## Palmarès
- : 2e à l'Euro U21 2017